# NGC 833
NGC 833 (również PGC 8225 lub HCG 16B) – galaktyka spiralna (Sa/P), znajdująca się w gwiazdozbiorze Wieloryba. Odkrył ją William Herschel 28 listopada 1785 roku. Wraz z galaktykami NGC 835, NGC 838, NGC 839 należy do zwartej grupy galaktyk sklasyfikowanej pod nazwami Arp 318 w Atlasie Osobliwych Galaktyk oraz HCG 16 w katalogu Hicksona. NGC 833 jest galaktyką aktywną klasyfikowaną jako Seyfert typu 2 lub LINER.